# حقوق الإنسان في منغوليا
اعترفت منغوليا من ناحية المبدأ بمفهوم الحقوق المدنية وحقوق الإنسان؛ وذلك منذ أن تحولت إلى الديمقراطية في عام 1990. وفقًا لإحدى منظمات حقوق الإنسان، فإن قوانين حقوق الإنسان؛ «تتنامى على نحو متسارع في النظام القانوني المنغولي». وفي سبتمبر عام 2000، تبنت منغوليا، من جانب واحد، ما أُطلق عليه «الهدف التاسع للألفية»، والذي يتلخص في «ترسيخ مفاهيم حقوق الإنسان وتعزيز الحكم الديمقراطي». الأمين العام للجالية الإندونيسية، والذي قاد الاحتجاجات الأولى المطالبة بالديمقراطية وبالإصلاحات في منغوليا؛ كتب في صحيفة «جاكارتا بوست» في عام 2012؛ بأن «الشغف نحو الحرية، ونحو حقوق الإنسان؛ أصبح ظاهرًا ومحسوسًا في حياته». وقال «البغدورج تسخيا» مخاطبًا الجمهور في «جمعية آسيا» في نيويورك عام 2011: «بإمكان المجتمع المنغولي التمتع بقيم الحرية، وحقوق الإنسان، والعدالة، وسيادة القانون، بإمكان الفقراء، وحتى رعاة الماشية المفقرين؛ التمتع بتلك القيم». وقال أيضًا: بأن الرغبة في التمتع بحقوق الإنسان «موجودة دائمًا» لدى جميع الناس، وأنه «أحيانًا تُقمع تلك الرغبة بفعل الديكتاتورية والطغيان، ولكنها تنهض مجددًا، وكان هذا هو الحال في منغوليا».
لكن على الرغم من التقدم الاقتصادي والاجتماعي الذي أحرزته منغوليا منذ نهاية عهدها مع الشيوعية، فإن «إرث النظام الاستبدادي القديم»، وفقًا لأحد المراقبين، «لا يزال يشكل تأثيرًا سلبيًا على تحقيق وإعمال حقوق الإنسان في منغوليا». فالضباط المكلفون بإنفاذ القوانين «لا يحترمون على نحو كاف؛ أمن الناس وحريتهم»، كذلك يشيع إساءة استخدام السلطة. وفي حين أن وسائل الإعلام كثيرًا ما تتناول موضوعات انتهاكات حقوق الإنسان، فإن «معظم الناس، باستثناء المحامين والأساتذة، ليس لديهم معرفة منهجية بحقوق الإنسان تمكنهم من تقدير الأخبار المتعلقة بحقوق الإنسان كما ينبغي… والناس كذلك لا يدركون المعنى الحقيقي لحقوق الإنسان إلا بعد تجرعهم للظلم»
أشار تقرير صادر عن الأمم المتحدة  في ديسمبر 2012، وهو تقرير معني بالفقر المدقع وحقوق الإنسان في منغوليا؛ إلى أنه بينما تشهد منغوليا حاليًا ازدهارًا كبيرًا في الموارد، وهي كذلك على وشك الدخول في واحدة من أكثر التحولات المثيرة في تاريخها، ومع التوقع بأن يؤدي تعدين الثروة المعدنية والاستثمار الأجنبي إلى مضاعفة الاقتصاد الوطني لثلاث مرات بحلول عام 2020؛ فإن منغوليا تأتي، على نحو مخيب للآمال، بين البلدان الأسوأ من حيث التنمية البشرية؛ إذ إحتلت المركز 110 من أصل 187 وفقًا للمؤشر الدولي للتنمية البشرية لعام 2011.
من بين المشكلات الخطيرة التي تواجهها منغوليا في مجال حقوق الإنسان، ولا سيما على صعيد القطاع الشرطي والأمني؛ إساءة معاملة الشرطة للسجناء، وعدم التكافؤ في فرض وإنفاد القانون، وسوء أحوال السجون، والاعتقال التعسفي، والفترات الطويلة للحبس الاحتياطي، والفساد القضائي، والافتقار إلى استقلال وسائل الإعلام، وقلة الشفافية لدى الحكومة، والعنف المنزلي، والإتجار بالأشخاص. يعد التمييز «على أساس اللغة أو العرق أو السن أو الجنس أو الأصل الاجتماعي أو الحالة الاجتماعية» محظورًا في منغوليا، وهناك مساواة رسمية بين الجنسين «في الميادين السياسية والاقتصادية والاجتماعية والثقافية والأسرية». وقد وُلي اهتمامًا متزايدًا في الفترة الآخيرة للتأثيرات الناتجة عن التوسع المتسارع في صناعة التعدين في منغوليا على حقوق الإنسان، إذ ترتب على ذلك التوسع، في كثير من الأحيان، تأثيرات ضارة على بيئة رعاة الماشية التقليديين، وبالتالي على حياتهم اليومية وآمالهم المهنية.

## الحقوق الأساسية
في حين أن حرية التعبير والصحافة مكفولة بموجب القانون، فإن «السخرية» تعتبر جريمة، ولا تألو الجكومة جهدًا في محاولة الضغط على وسائل الإعلام الإخبارية وإسكاتها بطرق مختلفة. وعلى الرغم من أن الرقابة على المطبوعات غير قانونية، فإن العديد من الصحفيين يمارسون الرقابة الذاتية خوفًا من انتقام الحكومة أو من انتقام أصحاب عملهم. ورغم أن القانون المنغولي يضمن الحق في الخصوصية، فإن الحكومة كثيرًا ما تنتهك خصوصية المعارضين، والصحفيين، وغيرهم، من خلال التنصت على الهواتف واقتحام حسابات البريد الإلكتروني.
في عام 2009، وقعت معظم محطات التلفزيون في أولان باتور اتفاقًا مع مكتب وسائل الإعلام التابع لهيئة السياسات العامة؛ وقد خضع محتواها نتيجة لذلك لدرجة من الرقابة الحكومية، وذلك في مقابل «الرعاية والحماية». فُرضت غرامات على الصحف بتهمة التشهير بالحكومة، وأصبحت قضايا القذف وقضايا التحقيقات الضريبية التي تجريها وسائل الإعلام أمرًا شائعًا. وفي قضايا القذف يقع عبء الإثبات على المدعى عليه. فضلًا عن ذلك فإن العديد من الصحفيين فاسدون، ويخترعون القصص الإخبارية في مقابل المال.

## حقوق طالبي اللجوء أو وضع اللاجئين
منغوليا ليست من الموقعين على اتفاقية عام 1951 المتعلقة بوضع اللاجئين وليست من الموقعين على بروتوكول عام 1967 المتعلق بوضع وحالة اللاجئين، ومع ذلك يعترف دستورها بالحق في اللجوء، وتمنح الحكومة اللجوء للأشخاص المضطهدين في بلدانهم لأسباب تتعلق بالعرق والدين ولأسباب أخرى مختلفة. ورغم ذلك فإن اللاجئين يُعاملون رسميًا كمهاجرين غير شرعيين، ولا يحق لهم الحصول على الرعاية الطبية أو التعليم أو العمل. ويُمكن لهؤلاء اللاجئين التقدم بطلب الحصول على الجنسية المنغولية، ولكن العملية في كثير من الأحيان تستغرق مدة أطول بكثير من ستة أشهر، وهي المدة القصوى التي يفرضها القانون للحصول على الجنسية.

## حقوق الأشخاص قيد الاعتقال
تحدث الاعتقالات التعسفية؛ وذلك على الرغم من أنها محظورة بموجب القانون. والكثير من المنغوليين غير واعيين لحقوقهم القانونية المتعلقة بمثل هذه المسائل. ولا يُجري التحقيق عمومًا في الإساءات التي ترتكبها الشرطة؛ بسبب عدم كفاية الأدلة أو بسبب تعطيل وإبطال المحاولات من جانب الشرطة. وعلاوة على ذلك، تتم معظم الاعتقالات دون صدور أمر قضائي؛ وذلك على الرغم من أن إصدار أمر قضائي هو شرط أساسي للاعتقال بموجب القانون المنغولي.وبوجه عام، تُتبع القوانين التي تقضي بأن تصدر المحكمة أوامر باحتجاز الأشخاص لأكثر من ثلاثة أيام والتي تُلزم السلطات بإبلاغ المشتبه فيهم بالتهم الموجهة إليهم.
هناك نظام الكفالة. إذ يحق للمُدعَى عليهم؛ الذين لا يقدرون على تحمل نفقات محامي يدافع عنهم؛ طلب محامي من قبل المحكمة ليمثلهم ويدافع عنهم. وفي حين أن العديد من المُدعَى عليهم غير واعين لهذا الحق ولا يُخبرون به، فإن آخرون لا يستغلون هذه الفرصة، بسبب قلة ثقتهم في أن يمثلهم هؤلاء المحامين أمام المحكمة بنزاهة وإنصاف. كثيرًا ما تُفرط الشرطة في استخدام العنف عند القيام بالاعتقالات. وقد أشار تقرير لليونسكو صدر في عام 2005 إلى أنه في حين سعت منغوليا في السنوات الأخيرة إلى جعل تشريعاتها متماشية مع المعايير الدولية لحقوق الإنسان؛ «فلا يزال من الشائع أن يتعرض المشتبه فيهم للتعذيب ولسوء المعاملة»، «وأن يفلت الجناة من العقاب».

## حقوق الأشخاص قيد المحاكمة
على الرغم من أن القانون المنغولي ينص على وجود نظام قضائي مستقل وعلى الحق في المحاكمة العادلة من جانب قاضٍ، فإن الفساد القضائي؛ والذي يتضمن إمكانية التعرض للرشوة والتعرض لتدخلات غير مشروعة، يمثل مشكلة متنامية، لا سيما على مستوى المحاكم العليا. لا توجد محاكمات أمام هيئة محلفين؛ ومن الناحية الفنية، يحق للمُدعَى عليهم استجواب الشهود وتقديم الأدلة والطعون، وذلك على الرغم من أن العديد من الأشخاص يُدانون نتيجة للاعترافات القسرية. ووفقًا لمنظمة العفو الدولية، يصف المحامون والمسؤولون الحكوميون المحاكم المنغولية بأنها محاكم فاسدة، ويقولون بإن المحاكمات كثيرًا ما تكون غير عادلة، وبأنها على نحو روتيني تعتمد الاعترافات القسرية كأدلة. لا توفر مرافق الاحتجاز ضمانات ووسائل كافية لعقد اجتماعات خصوصية بين المُدعَى عليهم ومحاميهم.

## حقوق المساجين
الأوضاع في السجون ومراكز الاحتجاز سيئة، وذلك على الرغم من الجهود المبذولة في السنوات الأخيرة من أجل تحسينها. وكثيرًا ما يحتجز البالغين والأطفال في نفس الأماكن. تشيع الاعتداءات وإساءة المعاملة، مثل الاكتظاظ وسوء التهوية وتدني معايير النظافة الصحية وعدم كفاية الرعاية الطبية. لا يحصل السجناء على العلاج الطبي، حتى مع وجود الإصابات والأمراض الخطيرة. إذ لا يوجد قانون من أجل هذا النوع من حقوق الإنسان. يتمتع السجناء بالحق في ممارسة العبادات، واستقبال الزوار، وتقديم الشكاوى. تُوجد انتقادات، مثل انتقادات «مانفريد نوفاك»، في تقرير معني بالتعذيب للأمم المتحدة، إذ انتقد مرارًا أوضاع السجون في منغوليا، وخاصة الظروف المحيطة بعقوبة الإعدام، باعتبارها قاسية وغير إنسانية. كانت هناك تسع وخمسون جريمة مختلفة يعاقب عليها القانون بالإعدام، وذلك حتى عام 2012، تتضمن تلك الجرائم أعمال الإرهاب، والإبادة الجماعية، والاغتصاب، والتخريب، والقتل العمد؛ ورغم ذلك لم يحدث أي تنفيذ لعقوبات الإعدام بعد عام 2010، عندما أصدر الرئيس قرارًا بحظر تنفيذ عقوبات الإعدام. وثمة أمر آخر من الأمور موضع الانتقاد؛ وهو أن تنفيذ عقوبة الإعدام مشمول بقانون أسرار الدولة وبقانون قائمة أسرار الدولة، وهو ما يعني أن الإحصاءات المتعلقة بحالات الإعدام تظل غامضة وسرية.